# Giuseppe Castoldi
Giuseppe Castoldi (Vinzaglio, 27 dicembre 1922 – Londra, 11 dicembre 1990) è stato un politico italiano.

## Biografia
Ingegnere, esponente del Partito Comunista Italiano. Viene candidato alla Camera dei deputati nelle file del PCI nel 1976, risultando eletto. È poi ricandidato ed eletto alla Camera alle elezioni politiche del 1979, concludendo il mandato parlamentare nel 1983.
Nel 1988 viene eletto consigliere comunale per il PCI a Novara, restando in carica fino alla morte, avvenuta nel dicembre 1990, poco prima di compiere 68 anni.